# Артюх Юрій Миколайович
Юрій Миколайович Артюх (латис. Jurijs Artjuhs, 19 квітня 1943 — 31 жовтня 2012) — латвійський науковець українського походження, фахівець зі створення приладів для точного вимірювання часу, завідувач лабораторії в Інституті електроніки та комп'ютерних наук АН Латвії.

## Біографія
Народився 19 квітня 1943 року у Вінниці.
1965 року закінчив Ризький політехнічний інститут, факультет автоматики та обчислювальної техніки.
З 1965 року працює в Інституті електроніки та комп'ютерних наук: інженером, молодшим науковим співробітником та одночасно (1968—1972) аспірантом-заочником, старшим науковим співробітником, керівником групи, а з 1976 року — завідувачем лабораторії.
1972 року захистив кандидатську дисертацію «Діодні перемикачі струму в швидкодіючих схемах дискретної автоматики», 1990 року — докторську дисертацію. Його докторський ступінь у 1993 році був нострифікований як ступінь габілітованого доктора комп'ютерних наук відповідно до вчених ступенів Латвійської Республіки. 1993 року став професором.
Помер 31 жовтня 2012 року в Ризі.

## Наукові результати
Наукові інтереси Юрія Артюха — точне вимірювання часу, розробка методів та приладів для вимірювання параметрів частоти та часу, дискретизація сигналів та методи їх аналізу.
Під його керівництвом були створені таймери подій, що використовуються у медицині, геофізиці, астрофізиці, в тому числі багатоканальний спектрометр UMP-40 для астрономії (1975), система вимірювання лазерних сигналів LDIS для аеродинаміки (1980), вимірювальна система PICAP (1985) і таймер подій А911 (1990) для лазерної локації.

## Відзнаки
- Державна премія Латвійської РСР за розробку швидкодіючих систем автоматизації (1980)
- Європейська премії в галузі інформатики (1997)
- П'ять премій Академії наук Латвійської РСР (1975, 1979, 1982, 1985, 1988)
- На честь науковця названо астероїд[1][2]

## Публікації
Автор 45 винаходів та понад 150 наукових публікацій, у тому числі двох монографій:
- Сетевая архитектура распределенных многопроцессорных систем реального времени: (Архитектура «Хронос») / Ю. Н. Артюх, В. А. Беспалько. — Рига: ИЭВТ, 1989. — 64 с. : ил.; 20 см. — (Препр. АН ЛатвССР, Ин-т электрон. и вычисл. техники; ИЭВТ-Н29).
- Скоростные измерительные субсистемы / [Ю. Н. Артюх, В. А. Беспалько, В. Я. Загурский, Э. А. Якубайтис]; Под ред. Э. А. Якубайтиса. — Рига: Зинатне, 1980. — 184 с. : ил.; 21 см.